# Лобковиц, Иосиф Мария Карл фон
Князь Иосиф Мария Карл фон Лобковиц, Йозеф-Мария Карл фон Лобковиц (также Лобкович; нем. Joseph Maria Karl von Lobkowitz; 8 января 1725, Прага, Земли Чешской короны — 5 марта 1802, Вена) — австрийский (священно-римский) фельдмаршал (1785), полномочный министр (посланник) в России с 4 ноября 1763 года до 14 мая 1777 года.

## Биография
Родился в 1725 году в Праге. Выходец из онемеченного чешского рода князей Лобковицев. Сын фельдмаршала Георга Христиана Лобковица.
В юности поступил офицером в австрийский 9-й  драгунский полк. Во время войны за Австрийское наследство участвовал в боях в составе корпуса, которым командовал его отец. Закончил войну подполковником. Вскоре после этого стал полковником и командиром 5-го кирасирского полка.
Когда в 1757 году разразилась Семилетняя война, Лобковиц был уже генерал-майором. В битве при Колине (17 июня 1757) он командовал кавалерийской бригадой и был ранен. В битве при Бреслау (22 ноября 1757) князь Лобковиц хорошо проявил себя, сражаясь под командованием графа Карла фон Арберга. В 1759 году он вновь отличился в сражении при Максене, в ходе которого австрийцы попытались окружить прусский корпус генерал-лейтенанта Финка. Однако, атака австрийского генерала Брентано была отбита пруссаками. В этих обстоятельствах генерал Лобковиц во главе пяти эскадронов тяжёлой кавалерии сумел остановить прусскую контратаку. 
За отличия и личную храбрость в ходе боевых действий Лобковиц был награждён орденом Марии Терезии (1760). А тем временем, боевые действия продолжались. В феврале 1762 года Лобковицу удалось выбить отряд прусского генерала Платена из города Пегау. В конце сентября князь сражался в составе корпуса генерала Хадика (будущего фельдмаршала).
После окончания войны князь Лобковиц был произведён в фельдмаршал-лейтенанты (генерал-лейтенанты, 1763).
В следующем году он был назначен австрийским посланником в России и находился в Санкт-Петербурге вплоть до 1777 года (около 14 лет). В этом качестве Лобковиц активно содействовал разделам Польши и сумел добиться, чтобы огромная территория Галиции была присоединена к Австрии. Помимо собственно Галиции с её главным городом Львовом (Лембергом), Австрия получила княжества Освенцим и Затор. 
Австрийское правительство высоко оценило заслуги Лобковица. За свои дипломатические успехи он был награждён орденом Золотого руна, произведён в генералы от кавалерии (1770) и сделан почётным шефом 10-го драгунского полка (1773).
В 1777 году князь Лобковиц вернулся в Австрию, в 1785 году был произведён в фельдмаршалы и назначен почётным командиром одного из австрийских лейб-гвардейских подразделений. 
Большой поклонник музыки, Лобковиц активно покровительствовал музыкантам. В Санкт-Петербурге он содержал на свои средства «капеллу» (оркестр), который пользовался широкой популярностью. Кроме того, князь Лобковиц состоял в переписке с членами семьи Бах, наследниками Иоганна Себастьяна Баха.
Скончался в 1802 году в Вене.